# Teufik Jashari Stadiumi
Teufik Jashari Stadiumi – wielofunkcyjny stadion znajdujący się w mieście Shijak w Albanii. Na tym stadionie swoje mecze rozgrywa drużyna piłkarska Erzeni Shijak. Stadion może pomieścić 4000 widzów.